# Ram - Jbenniyeh
Ram - Jbenniyeh è un  comune (municipalité) del Libano situato nel distretto di Baalbek, governatorato di Baalbek-Hermel.